# 北海道道749号鳩山継立停車場線

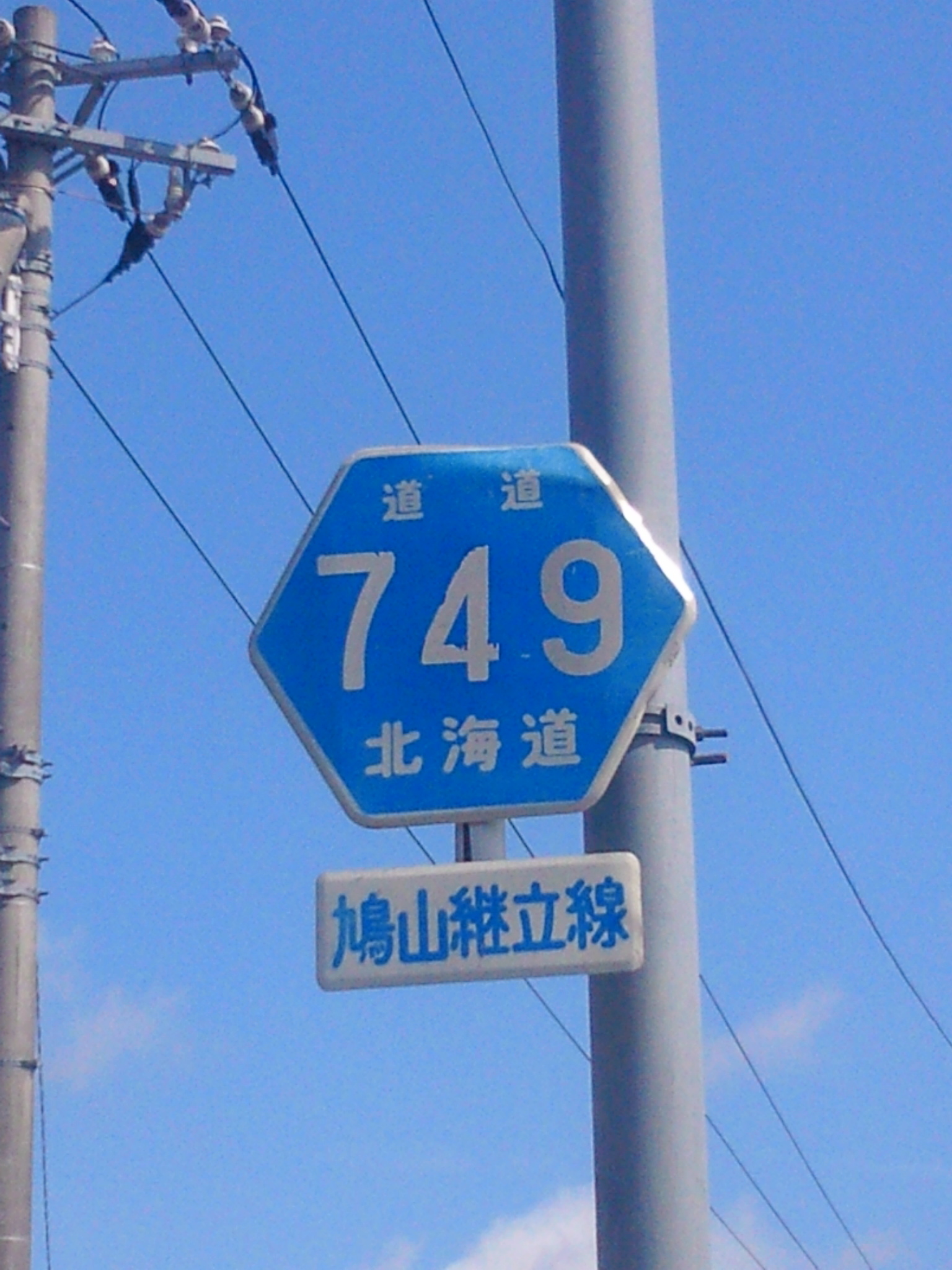
r749の標識（縦看）

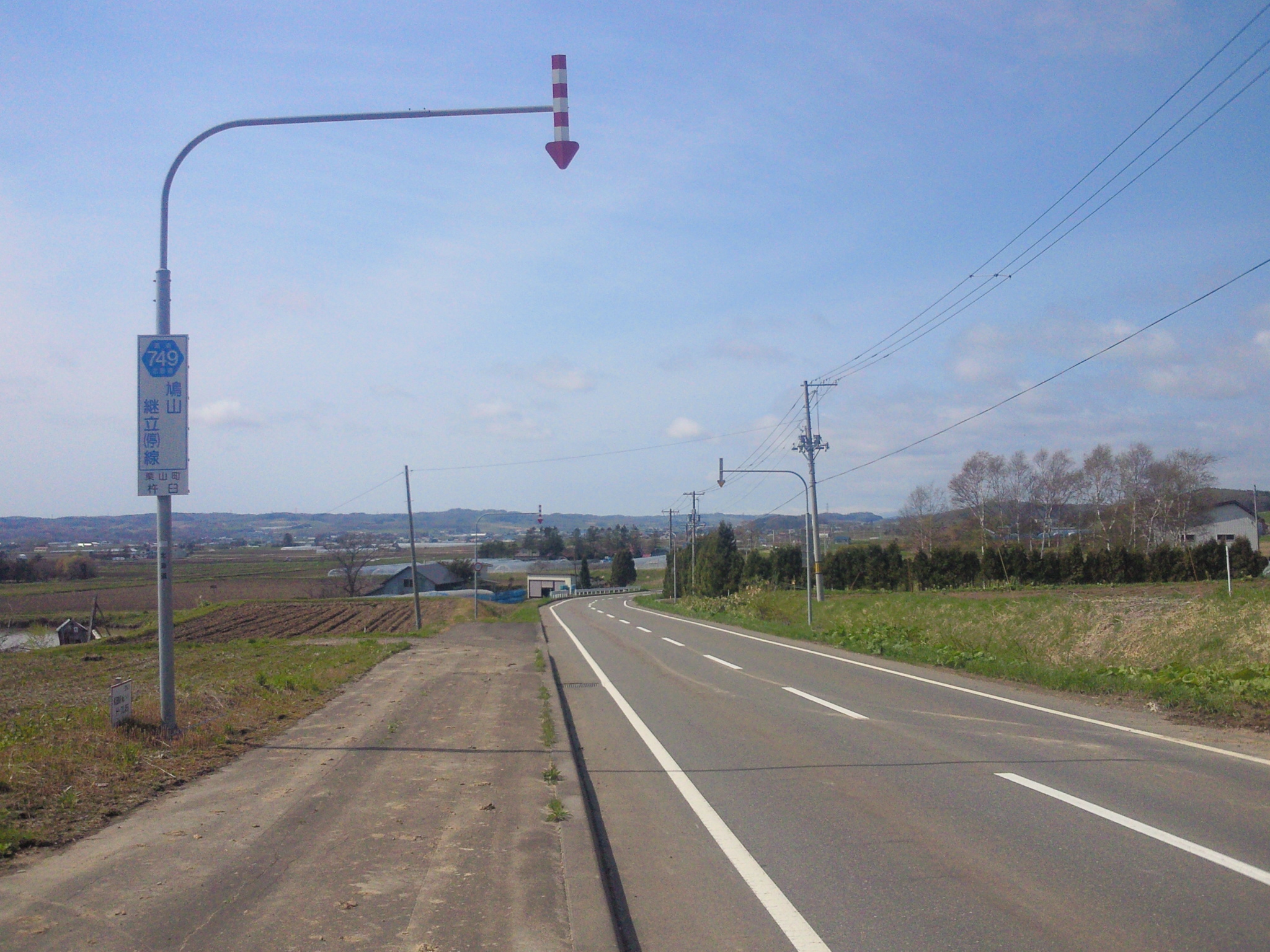
r749の風景

北海道道749号鳩山継立停車場線（ほっかいどうどう749ごう はとやまつぎたてていしゃじょうせん）は、北海道夕張郡栗山町内を結ぶ一般道道（北海道道）である。

## 概要

### 路線データ
- 起点：北海道夕張郡栗山町鳩山（北海道道30号三笠栗山線交点）
- 終点：北海道夕張郡栗山町継立（北海道道3号札幌夕張線交点、旧北海道炭礦汽船（夕張鉄道）継立駅跡）
- 路線延長：9.1 km（総延長）

## 歴史
- 1972年（昭和47年）3月31日 路線認定[1]。

## 地理

### 通過する自治体
- 空知総合振興局
  - 夕張郡栗山町

### 交差する道路
栗山町
- 北海道道30号三笠栗山線 - 鳩山（起点）
- 北海道道3号札幌夕張線 - 継立（終点）

### 沿線にある施設など
栗山町
- シャトレーゼ栗山工場 - 桜山778
- 栗山町役場継立出張所 - 継立176-8